# 伊吉博德
伊吉博德，生卒年不詳，日本飛鳥時代末期至奈良時代初期的豪族、外交官。氏族為壹伎氏（又稱伊伎氏），姓「史」或「連」，為中國渡來氏族，長安人楊雍的後代。其人可能和壬申之亂時大友皇子（近江朝）一方的將領壹伎韓國是同族人。

## 經歷
- 齊明天皇五年（659年）至七年（661年），隨第四次遣唐使至唐朝[1]。
- 天智天皇三年（664年），於太宰府接待唐使郭務悰（日语：郭務悰）。
- 天智天皇六年（667年）十一月，任送唐客使，送唐使司馬法聰歸國。
- 天武天皇十二年（683年）十月，賜姓連。
- 朱鳥元年（686年），因大津皇子之變被連座受罰。
- 持統天皇八年（694年），任遣新羅使副使（正使小野毛野）。
- 文武天皇四年（700年），升為直廣肆，參與編纂大寶律令。
- 大寶三年（703年），賜田十町，封五十戶。

## 伊吉博德書
《伊吉博德書》為伊吉博德隨第四次遣唐使至唐朝時的隨行記錄，大約在天武天皇十二年（683年），或者持統天皇四年（690年）至九年（695年）期間撰寫完成。內容記載一行人於齊明天皇五年九月到達唐的國境越州，閏十月時在洛陽謁見唐高宗，翌年再由長安出發經濟州島，於齊明天皇七年五月條返回九州。當中也包使節與唐高宗的對答、途中風浪凶險的艱辛、隨行者中有人散佈流言的事情。《日本書紀》於白雉五年二月條（654年）、齊明天皇五年七月條（659年）、齊明天皇六年七月條（660年）、齊明天皇七年五月條（661年）引用當中內容，為日本古代少數一手歷史記錄。

### 書目
- 《日本書紀》卷廿六至卷三十
- 坂本太郎『日本書紀と伊吉連博徳』
- 北村文治『伊吉連博徳書考』
- 吉川弘文館『日本古代史論集』上
- 新人物往來社『別冊歴史読本・続なぞの歴史書「古事記」「日本書紀」』

### 其他
1. 1 2  〈日本書紀　卷廿六　齊明紀 （页面存档备份，存于）〉，2011年11月5日查閱。
2. ↑  朝日日本歷史人物事典 （页面存档备份，存于），2011年11月5日查閱。